# Volksküche (Linz)

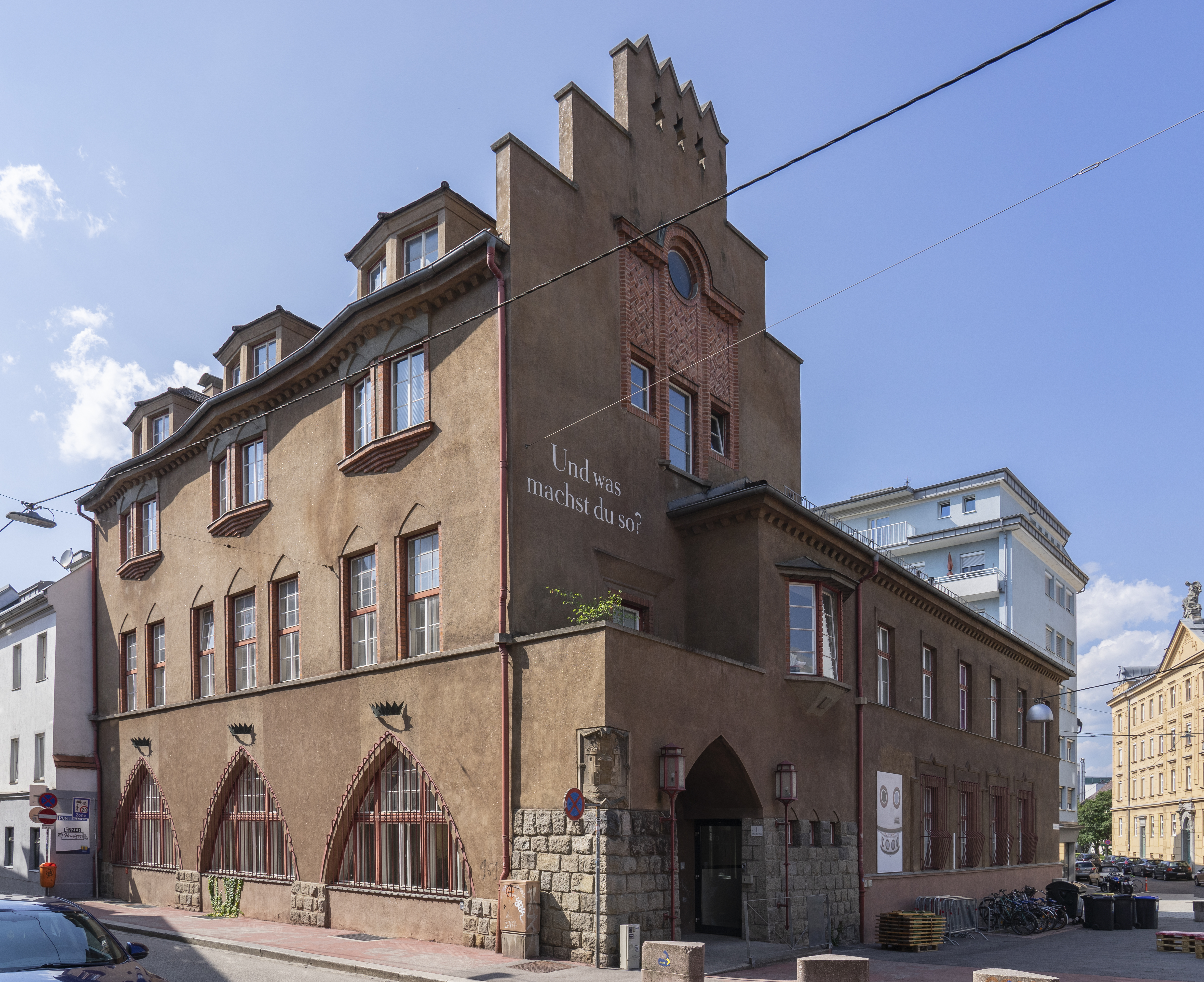
Volksküche

Die ehemalige Städtische Volksküche in Linz beherbergt seit 2003 das Architekturforum Oberösterreich und die Galerie MAERZ. Das Gebäude steht unter Denkmalschutz (Listeneintrag).

## Geschichte
Nach der Gründung eines Volksküchenvereines im Jahre 1887 wurde in einem Vorläufergebäude eine Volksküche geführt. 1920 wurde die Verwaltung der Volksküche von der Stadt Linz übernommen, welche 1926 nach den Plänen des Stadtbaudirektors Curt Kühne einen Neubau errichtete. 1970 wurde die Nutzung als Volksküche eingestellt. 2002 erfolgte ein Umbau und Ausbau des Gebäudes zu einem Haus für Ausstellungen.

## Architektur
Das Haus wurde in Anlehnung an die deutsche Backsteingotik sowohl unter Verwendung gotischer Formen als auch von Elementen des Expressionismus geplant. Der Grundriss ist hakenförmig, zweigeschoßig zur Prunnerstraße und ein dreigeschoßiger Quertrakt mit einem markanten abgetreppten Giebel zur Lederergasse. Der Giebel wurde durch weitere Abtreppungen des Gebäudes unterspielt und bis in kleine Details spannungsreich gestaltet. Das Eingangsportal hat einen Spitzbogen, die Fenstergruppen sind unterschiedlich ausgestaltet. Im Giebelfeld wurde mit Sichtziegeln ein ornamentales orientalisierendes Feld eingearbeitet. Im Erdgeschoß wurden vergitterte Fenster mit einer expressiven Umrahmung versehen. Im Eckbereich ist ein Relief von Gustav Muhrer aus 1926 und ein dekorativ ausgeformtes Wappen der Stadt Linz.

## Umbau, Ausbau und Restaurierung
Das Gebäude wurde 2002 nach den Plänen des Architekten Bernhard Rosensteiner neu adaptiert. Innenwände wurden entfernt und ein neues Stiegenhaus errichtet. Die Haustechnik wurde erneuert. Dies wurde von der Stadt Linz gemeinsam mit dem Land Oberösterreich mit 280.500 bzw. 536.000 Euro finanziert.
Bei der Außenrestaurierung wurde der originale eingefärbte Naturputz durch Reinigungsverfahren und angepasste Putzergänzungen in Bestand und Erscheinung erhalten.
Im Jahr 2009 anlässlich des Europäischen Kulturhauptstadtjahres Linz 09 beherbergte es zusätzlich ein Zimmer des Pixelhotels - Unverwechselbar wurde dieses durch originell verlegten Eternitplatten, die durch die Lichtmalereien der einfallenden Lichtstrahlen ergänzt wurden.